# György Fináczy
György Fináczy (Budapest, 25 de mayo de 1942) es un deportista húngaro que compitió en vela en la clase Finn. Ganó una medalla de bronce en el Campeonato Europeo de Finn de 1971.

## Palmarés internacional
| Campeonato Europeo | Campeonato Europeo | Campeonato Europeo | Campeonato Europeo |
| Año                | Lugar              | Medalla            | Clase              |
| ------------------ | ------------------ | ------------------ | ------------------ |
| 1971               | Atenas (Grecia)    | Medalla de bronce  | Finn               |